# あの頃の君がいるなら
『あの頃の君がいるなら』（あのころのきみがいるなら）は、樋口了一の1stアルバム。
デビューシングル「いまでも」の発売から約2か月後、1993年9月1日に東芝EMIからリリースされた。

## 収録曲
作詞（6-10）・全作曲・全編曲：樋口了一、作詞（1-5）：松井五郎
1. いまでも　4分49秒[1]
2. 帰れないSUNDAY　4分03秒[1]
3. 遠い夏のロザリー　4分47秒[1]
4. ちょっとつれないTelephone Girl　4分22秒[1]
5. 僕はここにいる -Something to me-　4分11秒[1]
6. MR. カウンセラー　4分14秒[1]
7. Strawberry Drive　4分11秒[1]
8. マリッジ・ブルー　3分27秒[1]
9. ラジオにのせたラブレター　3分25秒[1]
10. まわる〜あの頃の君がいるなら〜　4分07秒[1]